# Meccano Spykee

logo de Meccano

Spykee est un jouet électronique à construire soi-même de la société Meccano (Erector aux États-Unis). Il est constitué de 210 pièces compatibles avec les autres pièces Meccano.
Il a été présenté au CES de Las Vegas en janvier 2007 ainsi qu'au CeBIT de Hanovre en mars 2007. Il est sorti en septembre 2008 au prix approximatif de 270 $ (250 euros).

## Caractéristiques
- il est commandé à partir d'un PC Windows ou Mac via une connexion Wi-Fi locale ou via Internet
- il possède une caméra vidéo
- il possède un microphone
- il possède un haut-parleur
- il a une capacité de VoIP compatible avec MSN, Skype, Google Talk (le robot servant de relais)
- il possède un lecteur de musique numérique
- il ne peut monter les escaliers mais peut se déplacer sur les terrains irréguliers grâce à ses chenilles
- il est doté d’un mode surveillance avec détection de mouvements
- il permet l’envoi de courriels
- il possède un socle de recharge (retour automatique)